# Dendrobium sarcochilus
Dendrobium sarcochilus är en orkidéart som beskrevs av Achille Eugène Finet. Dendrobium sarcochilus ingår i släktet Dendrobium, och familjen orkidéer.
Artens utbredningsområde är Nya Kaledonien.

## Underarter
Arten delas in i följande underarter:
- D. s. megalorhizum
- D. s. sarcochilus